# Az első világháború cseh ászpilótái

## Első világháborús cseh ászpilóták
| Név                   | Légi győzelem | Rang     | Beosztási hely                       |
| --------------------- | ------------- | -------- | ------------------------------------ |
| Julius Arigi          | 32            | Altiszt  | Császári és királyi Légjáró csapatok |
| Eugen Bönsch          | 16            | Őrmester | Császári és királyi Légjáró csapatok |
| †Ernst Strohschneider | 15            | Hadnagy  | Császári és királyi Légjáró csapatok |
| Otto Jindra           | 9             | Kapitány | Császári és királyi Légjáró csapatok |
| Heinrich Kostrba      | 8             | Kapitány | Császári és királyi Légjáró csapatok |
| Josef Friedrich       | 7             | Hadnagy  | Császári és királyi Légjáró csapatok |
| †Dombrowski Andreas   | 6             | Őrmester | Császári és királyi Légjáró csapatok |
| Karl Nikitsch         | 6             | Kapitány | Császári és királyi Légjáró csapatok |
| †Kurt Nachod          | 5             | Hadnagy  | Császári és királyi Légjáró csapatok |
| †Karl Patzelt         | 5             | Hadnagy  | Császári és királyi Légjáró csapatok |
| Karl Teichmann        | 5             | Őrmester | Császári és királyi Légjáró csapatok |

## Elért légi győzelmeik
A cseh pilóták összesen 119 légi győzelmet értek el, amely igen jó arány.

## Veszteségek
A csehek veszteségei körülbelül a magyarokéval egyeztek meg, a magyar pilóták közül 5-en míg a csehek közül négyen vesztették életüket a háborúban. Elesett Ernst Strohschneider, a harmadik legeredményesebb cseh ászpilóta is.

## Lásd még
- Az Osztrák–Magyar Monarchia ászpilótái
- Csehek